# Aurinia saxatilis
Aurinia saxatilis, Alyssum saxatile L. ou, mesmo, Aethionema saxatile (L.) R. Br. É uma planta herbácea perene da família das Brassicáceas (ou crucíferas). Apreciada pelas suas flores, agrupadas na extremidade dos caules e de um amarelo vivo e brilhante, os seus nomes populares (cesto-de-ouro) reflectem esta associação ao ouro que já está presente no nome científico do género botânico. Prefere sítios bem drenados e rochosos para habitat, não necessitando de solo muito fértil. Resistem muito bem em locais com pouca humidade. Floresce de Abril a Junho (hemisfério norte), com a formação de sementes finalizada em Julho.

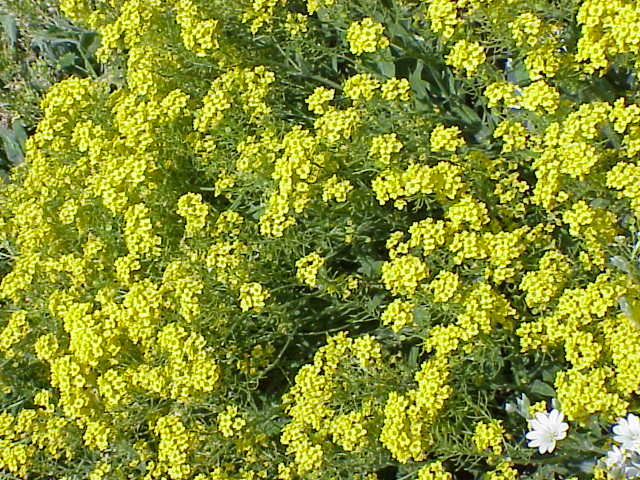
Visão geral

Atinge de 15 a 30 cm de altura.